# Encrucijada para una monja
Encrucijada para una monja (comercialitzada a Itàlia com Violenza per una monaca) és una pel·lícula dramàtica de coproducció hispano-italiana del 1967 dirigida per Julio Buchs García protagonitzada per Rosanna Schiaffino i John Richardson. Els drets de la pel·lícula foren comprats per Universal qui va estrenar la pel·lícula als Estats Units el 1971.

## Sinopsi
Al Congo Belga s'ha produït una revolta dels africans simba, que maten tots els blancs que troben. Allí hi ha un grup de monges missioneres que treballen en una petita missió a la selva, on hi treballa com a professora de l'escola missionera Sor Maria, filla d'una família benestant que ha intentat evacuar-la infructuosament. Un dia els simba assalten la missió, i el cap, un home cruel i sense escrúpols, viola Sor Maria. Quan retorna al seu país descobreix que està embarassada.

## Repartiment
- Rosanna Schiaffino	...	Sor Maria
- John Richardson...	Dr. Pierre Lemmon
- Mara Cruz...	Lisa
- Ángel Picazo	...	Fr. Raymond
- Paloma Valdés	...	Sor Blanche
- Lilí Murati...	Mare Claire
- Lex Monson ...	Nangu
- Margot Cottens 	...	Madeleine
- Andrés Mejuto	 	...	Michel
- Wilhem P. Elie 	...	Isaku
- Claudia Gravy 	...	Yvonne
- Lorenzo Terzon ...	Jean
- María Fernanda Ladrón de Guevara...	Mare Superiora
- Antonio Pica 	... Funcionari

## Premis
Als Premis del Sindicat Nacional de l'Espectacle de 1967 va rebre el segon premi, guardonat amb 150.000 pessetes, i el premi als millors decorats.